# I Don't Want to Wait
Singles de Paula Cole
Where Have All the Cowboys Gone? (en)
(1997) Me
(1998)
I Don't Want to Wait est une chanson écrite et chantée par Paula Cole. Deuxième single extrait de son album This Fire (en) de 1996, la chanson est notamment connue comme le générique de la série télévisée Dawson.
Le titre a atteint la 1re place du hit-parade Adult Top 40 (en) et la 11e du Billboard Hot 100 aux États-Unis.

## Classements
| Classement                      | Meilleure position |
| ------------------------------- | ------------------ |
| Australie (ARIA)                | 27                 |
| États-Unis (Hot 100)            | 11                 |
| États-Unis (Adult Pop Songs)    | 1                  |
| États-Unis (Adult Contemporary) | 3                  |
| États-Unis (Pop Airplay)        | 5                  |
| Royaume-Uni (UK Singles Chart)  | 43                 |